# Santa (Touba)
Pour les articles homonymes, voir Santa.
Santa est une localité située au nord-ouest de la Côte d'Ivoire et appartenant au département de Touba, dans la Région du Bafing. La localité de Santa est un chef-lieu de commune.